# Ophiogomphus anomalus
Ophiogomphus anomalus é uma espécie de libelinha da família Gomphidae.
Pode ser encontrada nos seguintes países: Canadá e nos Estados Unidos da América.
Os seus habitats naturais são: rios intermitentes.